# Летни младежки олимпийски игри 2026
Летните младежки олимпийски игри 2026 ще се проведат през 2026 г. в Дакар, Сенегал.
Първоначално е планирано игрите да се проведат в Дакар, Сенегал, като градът домакин е обявен на 6 октомври 2018 г. в Буенос Айрес. Игрите са предвидени да траят 18 дни (в периода 22 октомври до 9 ноември 2022 г.), като същевременно това ще е и първото събитие на МОК, проведено в Африка.
През юли 2020 г. обаче МОК и Сенегал се договарят да отложат игрите за 2026 г. поради оперативните и икономическите последици от отлагането на Летните олимпийски игри през 2021 г. заради пандемията от COVID-19.

## Кандидатури
| Град  | Държава | 1 кръг     |
| Дакар | Сенегал | единодушно |